# Eresina katera
Eresina katera är en fjärilsart som beskrevs av Henry Stempffer 1962. Eresina katera ingår i släktet Eresina och familjen juvelvingar. Inga underarter finns listade i Catalogue of Life.